# Kostnice a márnice (Opočno)
Kostnice a márnice v Opočně je stavba na hřbitově u tamního kostela Panny Marie, součást areálu s renesanční zvonicí a klasicistní hrobkou. Budova se nachází v jižní části areálu. Svou jihovýchodní stěnou je vložena do průběhu ohradní zdi.

## Historie a rekonstrukce
Kostnice a márnice byla postavena na místně původní kostnice. Stavba na půdorysu zkoseného čtverce ve vrcholně barokním stylu pochází z roku 1756. Budova dlouhá léta chátrala. Její klíčová rekonstrukce začala v květnu 2019. Práce byly rozděleny do dvou etap v letech 2019 a 2020. V rámci nich došlo k obnově vnějšího pláště, nátěru a půdních okenních otvorů, statickému zajištění, restaurování vnitřních nástěnných maleb, vybudování nového vstupního schodiště, stropního podhledu a podlahy. Původní šindel ze smrku nahradil modřínový šindel.
Finance na opravu šly z Programu regenerace městských památkových rezervací a městských památkových zón. Celkové náklady včetně víceprací se vyšplhaly na 2 666 144,85 Kč. Ministerstvo kultury ČR přispělo dotacemi ve výši 350 tisíc korun a 500 tisíc korun.
Projekt rekonstrukce zpracoval Ing. arch. Jan Čiháček. Stavbu provedla společnost ŠTĚPÁNEK, spol. s r.o. Opočno. Restaurátorské práce provedl akademický malíř Roman Ševčík. Rekonstrukce byla dokončena v roce 2020. V roce 2021 někdo poničil omítku. Budova má mansardovou šindelovou střechu, která byla při rekonstrukci rovněž opravena.

## Ocenění
Obnova kostnice vyhrála krajské kolo ocenění Památka roku, čímž postoupila do celostátního kola. Zároveň se dostala mezi tři nominované na Cenu Památkové péče Královéhradeckého kraje za příkladnou realizaci obnovy architektonického dědictví.